# Kyabje Trijang Chocktrul Rinpoché
Trijang Chocktrul Rinpoché (né le 15 octobre 1982) est considéré comme la réincarnation de Trijang Rinpoché, qui était le premier précepteur du 14e Dalai Lama.
Trijang Chocktrul a passé la plupart de son enfance à Rabten Choeling en Suisse, puis est parti pour aux États-Unis, à Northfield, dans le Vermont, où il a fondé l'Institut bouddhiste Trijang.
Kyabje Trijang Chocktrul Rinpoché a révélé une tentative d'assassinat de son assistant pour en faire accuser le gouvernement tibétain en exil, une machination qui a échoué. Kyabje Trijang Chocktrul Rinpoché a conclu son message en exhortant les partisans de Dordjé Shougdèn à cesser de le chercher. Il s'est ensuite installé aux États-Unis avec un petit nombre de ses disciples les plus fidèles.
Au cours des dernières années, Kyabje Trijang Chocktrul Rinpoché a fondé  l'Institut bouddhiste Trijang dans le Vermont, États-Unis, dont il est le directeur spirituel. L'Institut bouddhiste Trijang fournit un programme public de méditations et pujas, les enseignements de Guéshé Cheming, Guéshé Sopa et de Lobsang Tharchen, et des cours de langue tibétaine.